# Markovian Parallax Denigrate
Markovian Parallax Denigrate (마코비안 패럴랙스 데니그레이트, 직역하면 "마르코프식 시차 폄하")는 1996년 북미 유즈넷에 게시된, 수백 건에 달하는 의미 불명의 메시지를 가리키는 말이다. 메세지마다 무슨 뜻인지 알 수 없는 횡설수설한 내용을 담고 있지만 하나같이 "Markovian Parllax Denigrate"라는 제목을 달고 있어, 그 명칭으로 불리게 되었다.
이 사건은 새드 사탄 (공포 게임), Cicada 3301 (익명의 공모 집단), 푸블리우스 에니그마 (익명 메시지), 불길한 반원 (유튜브 영상) 등과 함께 그 정체가 무엇인지 아직까지도 풀리지 못한 인터넷 상의 기괴한 사건, 미스터리 사건 중 하나로 자주 언급된다. 2012년 《데일리 닷》의 케빈 모리스의 기사에서는 해당 메시지가 "인터넷에서 가장 오래된, 가장 이상한 미스터리"로 소개한 바 있다. 또한 "인터넷 최초의 엄청난 미스터리"로 소개된 바 있다.

## 상세
1996년 당시 유즈넷을 통해 배포됐던 메시지들은 하나같이 해석이 불가능한 내용을 담고 있다. 다음은 "alt.religion.christian.boston-church"이라는 보스턴 교회 관련 게시판에 실제로 게시된 메시지다.
jitterbugging McKinley Abe break Newtonian inferring caw update Cohen air collaborate rue sportswriting rococo invocate tousle shadflower Debby Stirling pathogenesis escritoire adventitious novo ITT most chairperson Dwight Hertzog different pinpoint dunk McKinley pendant firelight Uranus episodic medicine ditty craggy flogging variac brotherhood Webb impromptu file countenance inheritance cohesion refrigerate morphine napkin inland Janeiro nameable yearbook hark

위 메시지의 해석은 물론, 해당 메시지를 보낸 사람의 정체도 알려져 있지 않다. 2016년에는 이 글을 게시한 보낸이의 이름이 '수잔 린도어' (Susan Lindauer)로 표기되어, 미국의 반전운동가인 수잔 린도어가 원작자라는 설이 제기되기도 하였으나, 한 언론의 취재 결과 본인이 아니라고 직접 확인하였다. 《데일리 닷》의 기사에 따르면 해당 보낸이는 위스콘신 대학교 스티븐스포인트 재학생 소유의 이메일 계정이며, 자신의 이름을 '수잔 린도어'로 달아두어 신원 조작 및 숨기기를 한 것으로 보인다고 분석했다.
원작자의 정체가 무엇인지에 관한 다른 가설로는 1996년 당시에 시험 삼아 제작된 초창기 채팅봇이나 텍스트 생성기라는 설, 해당 게시판을 도배하려던 트롤러나 장난꾸러기라는 설, 아니면 제목의 '마르코프식'이란 표현으로 추측컨대 마르코프 연쇄 실험을 하던 프로그래머라는 설 등이 제기되었다.
다만 이 사건에 대한 회의적인 시각도 제기되었다. 《A.V. 클럽》은 해당 사건이 2012년 《데일리 닷》의 기사 전에는 그다지 널리 보도되지 않았다며, 단순 스팸처럼 보이는 이 사건이 당시에는 화제가 되지 않고 세월이 흐른 뒤에 미스터리로 호응을 유도하고 재확산시켰다는 점을 지적하고 있다.

## 같이 보기
- 유명한 암호문 목록
- 난수방송
- 웹드라이버 토르소